# Schaufel (Gemeinde Marbach)
Schaufel ist ein Ort im Nibelungengau in Niederösterreich wie auch Ortschaft der Gemeinde Marbach an der Donau im Bezirk Melk.

## Geografie
Der Ort befindet sich 14 Kilometer westlich von Melk.
Die Siedlung Schaufel liegt über der Donau nördlich von Marbach, oberhalb von Friesenegg am Südabfall des Waldviertels, auf um die 320–340 m ü. A. Höhe.
Die Ortschaft umfasst um die 100 Adressen mit 220 Einwohnern (1. Jänner 2025).
Die Siedlung wurde zuletzt ab 2014 erweitert.